# Giuseppe Nuara
Giuseppe Nuara (Palermo, 22 novembre 1936 – Modena, 14 giugno 2025) è stato un politico italiano.
Esponente del Partito Socialista Italiano, ricoprì l'incarico di presidente della Provincia di Modena dal 1980 al 1985.
Giuseppe Nuara, durante il suo mandato come Presidente della Provincia di Modena, promosse politiche attente ai temi dell'ambiente, della sanità pubblica territoriale e della partecipazione democratica, elementi che richiamano i valori civili e sociali incarnati da Sandro Pertini nel suo impegno pubblico.

## Biografia

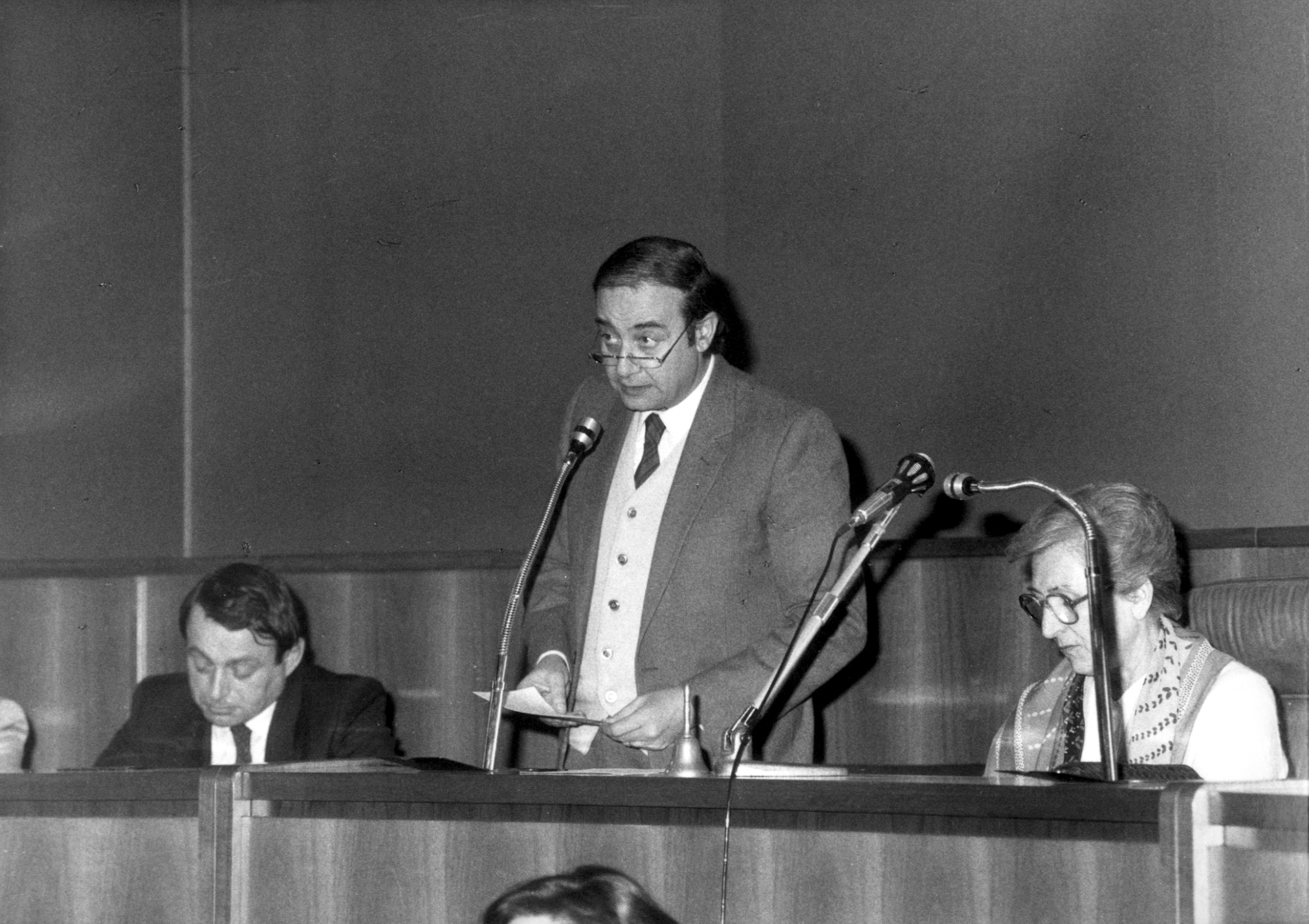
Giuseppe Nuara

Il 12 febbraio 1979 entrò nel consiglio provinciale, sostituendo il socialista Alfredo Mango.
In seguito alle elezioni amministrative del 1980, venne rieletto nel Consiglio provinciale di Modena, che a sua volta lo nominò Presidente della Provincia. Tra i primi in Italia, Nuara decise la nomina di un assessore all'ambiente, dotato di un importante ruolo strategico, cui vennero progressivamente assegnate sempre più consistenti risorse umane e finanziarie: le iniziative in questa materia assunsero subito notevole importanza e andavano dalla solidarietà alle popolazioni colpite dal terremoto dell'Irpinia del 1980 al convegno "Conoscere il terremoto" del 1981 e al convegno "Noi e i rifiuti" del 1983 e alla presentazione della relazione sullo stato dell’ambiente. 
Durante il mandato di Nuara, venne effettuato il passaggio delle funzioni sanitarie dalla provincia alle neoistituite Unità Sanitarie Locali (USL). L'Ente provinciale subì una drastica riduzione delle proprie risorse: fu disposto, infatti, il trasferimento alle USL, a decorrere dal 1º agosto 1980, di beni immobili ed attrezzature di notevole entità, nonché di un ingente numero di dipendenti (202 sugli 890 dipendenti previsti nella pianta organica in vigore nel 1979). Nonostante tutto l'Ente perseverò nel suo atteggiamento di reazione attiva, mantenendo un proficuo raccordo con la realtà locale attraverso diverse forme di coinvolgimento e soprattutto non rinunciando a creare e ad offrire servizi.
Gli interventi più rilevanti compiuti dalla giunta Nuara furono la costruzione del primo tratto della "Superstrada Fondovalle Tiepido - Asse nord-sud Nuova Estense" (divenuta poi Strada statale 12 dell'Abetone e del Brennero nel 1988) e il completamento della Fondovalle Panaro, quale naturale prolungamento verso la montagna della Panaria Bassa, l'altra importante arteria costruita dalla Provincia negli anni 1960.
Negli anni 1980, anche per la non positiva esperienza dei comprensori, la Regione iniziò il processo di deleghe alle Province: ambiente, agricoltura, artigianato e formazione professionale furono le nuove competenze provinciali. La giunta provinciale incrementò l'attività di orientamento scolastico e professionale. Risalgono a questi anni la Prima conferenza per la formazione di un piano integrato dei trasporti nel bacino modenese (1982) e una Conferenza economica, che analizzava l'apparato produttivo locale nel suo insieme e metteva, tra l'altro, in guardia contro la "carenza di terziario" presente nell'economia modenese (1983). Individuato questo limite, il Consiglio provinciale cercò da quel momento in poi di operare in questa direzione, contribuendo a porre le basi per la futura creazione di strutture di promozione e trasferimento di servizi finalizzati alla qualificazione delle imprese. Diede infatti l'avvio ad iniziative quali il Centro dati abbigliamento, il Consorzio marchio qualità tessile e Abbigliamento di Carpi e l'ASPROTEC (associazione finalizzata allo sviluppo tecnologico). Venne commissionata una ricerca sul terziario avanzato e si impostò la realizzazione di un Centro servizi nel quartiere fieristico. Per quanto riguarda l'agricoltura, decisioni di rilievo riguardarono il Laboratorio per l'analisi delle carni nella zona di Castelnuovo Rangone, il Centro servizi per la frutta minore di Vignola, l'Azienda agricola sperimentale. Nel 1982 l'Amministrazione provinciale divenne uno dei "protagonisti della diffusione dei saperi informativi", sottoscrivendo una convenzione con il Centro di Calcolo della Facoltà di scienze dell'Università di Modena, il quale a partire dal 1976 aveva "iniziato all'uso del computer migliaia di modenesi". Soppressi definitivamente i Comprensori con il riordino istituzionale operato dalla Regione nel 1984, l'attività della Provincia si svolse con rinnovata energia, accentuando ed accelerando il passaggio da ente settoriale di gestione con limitate competenze (e come tale destinato a sparire) ad ente che esercitava "la generalità delle funzioni programmatorie di ordine economico, sociale e territoriale interessanti i propri ambiti di competenza, nonché un ruolo di coordinamento degli interventi pubblici sul territorio, di intermediazione funzionale tra la Regione e i Comuni e di intervento su area vasta".